# Jean-Jacques Vidal (danseur)
Pour les articles homonymes, voir Jean-Jacques Vidal et Vidal.
 (février 2018).
Si vous disposez d'ouvrages ou d'articles de référence ou si vous connaissez des sites web de qualité traitant du thème abordé ici, merci de compléter l'article en donnant les références utiles à sa vérifiabilité et en les liant à la section « Notes et références ».
Jean-Jacques Vidal est un danseur français. Il est chevalier de l'ordre des Arts et des Lettres.

## Biographie
Jean-Jacques Vidal commence la danse à l'âge de 16 ans, s’inscrit dans un cours privé et peu après, entre à l’école de danse de l’Opéra de Marseille.
À 19 ans, il intègre le corps de ballet de l’Opéra de Marseille puis les Ballets de Marseille de Roland Petit et danse Notre-Dame de Paris, L'Arlésienne, Le Loup, Les Intermittences du cœur.
En 1975 il signe son premier contrat de soliste avec le Ballet Théâtre de Nancy dirigé par Gigi Cacuileaunu pour Le Boléro, Messe, Rhapsodie, Symphonie des jouets.
Il entre au Ballet de Lyon en 1976 et participe, avec Vittorio Biagi, à la création de Illumination, Hamlet, Symphonie pour un homme seul, Le Sacre du printemps, Le Marcheur.
En 1977, il aide à la création du Ballet classique italien dirigé par Liliane Cosi et danse Petrouchka, Spartacus, Raymonda. Il est engagé en 1978 au Ballet royal de Flandre et travaille avec :
- Jiří Kylián, Cathédrale engloutie
- John Cranko, Holberg Suite
- Niels Christie, Miniatures
- Robert Cohan, Mask of Separation
- Christopher Bruce, Black Angels.

En 1980 il intègre la compagnie de Genève-Ballet du Grand Théâtre de Genève dirigé par Oscar Araiz et danse Lieder, Tango, Rhapsodie, etc.
Pendant cette période il est invité à l’Opéra royal de Wallonie pour participer, entre autres, à la création de Carnaval d’Aix et de Symphonie d’André Leclair.

## Le chorégraphe
En 1982, de retour à Marseille, il fonde sa première compagnie et crée plus d’une trentaine de pièces parmi lesquelles Les Prisons de la raison, Le Sacre du printemps de Stravinsky, Vision, Espace sur des musiques de Mahler et de Rachmaninov, La Passion selon eux d’après l’œuvre d’Edward Albee Qui a peur de Virginia Woolf, Les Méfaits des caprices inspiré des eaux-fortes du peintre Goya. 
Invité en 1990 par la ville de La Ciotat, il inaugure « Les Ballets du Sud » et crée une dizaine de pièces, dont Triptyque, Offerendus, Femmes...
En 1994, il forme en Guadeloupe « Les Ballets de Sud-Guadeloupe » où sont données des reprises d’œuvres.
En 1996, il prend la direction du Ballet de Hagen, en Allemagne, et crée entre autres Requiem (musique de Mozart), Face à face (musique de Stravinsky, Tchaïkovski), Don Quichotte, Soir bleu (musique de Gershwin).
De retour dans le sud de la France, il travaille sur la mise en place d’une nouvelle compagnie et prépare sur la commune de La Ciotat un projet visant à créer un nouveau pôle pour le développement de la danse post-classique.
Soucieux d’offrir à la compagnie un nouveau répertoire, il crée La Vie des autres sur le tango, et Conversation amoureuse qui exprime de façon singulière le lien amoureux.
En 2003 il crée avec Dominique Casanova le Ballet Temps Danse et gère à la fois un centre de formation chorégraphique et une compagnie professionnelle.